# Familie Leitner
Pour les articles homonymes, voir Leitner (homonymie).
Familie Leitner (en français La Famille Leitner) est une série télévisée autrichienne, en 100 épisodes de 30 minutes, diffusée en Autriche au rythme d'un épisode par mois du 28 septembre 1958 à 1967 sur la chaîne ORF.
Il s'agit d'une adaptation du feuilleton radiophonique Die Radiofamilie diffusée de 1952 à 1960 sur Rot-Weiß-Rot.

## Synopsis
La série raconte les bonheurs et les malheurs d'une famille viennoise de la classe moyenne dans les années 1950 et 1960.

## Fiche technique
- Titre original : Familie Leitner
- Réalisation : Otto Schenk (14 épisodes, 1960-1961), Herbert Fuchs (7 épisodes, 1963-1965), Otto Anton Eder (de) (1 épisode, 1967)
- Scénario : Hans Schubert (14 épisodes, 1960-1967), Fritz Eckhardt
- Direction artistique : Robert Posik (19 épisodes, 1960-1964)
- Costumes : Annemarie Köhler (4 épisodes, 1963-1964), Edith Almoslino (1 épisode, 1964)
- Production : Erich Neuberg (de) (19 épisodes, 1960-1964)
- Société de production : ORF
- Pays d'origine :  Autriche
- Langue : allemand
- Format : Noir et blanc - 1,37:1 - Mono - 35 mm
- Genre : Soap opera
- Durée : 100 épisodes de 30 minutes
- Dates de première diffusion :
  -  Autriche : 28 septembre 1958.
  -  Allemagne : 4 juin 1961.

## Distribution
- Erich Nikowitz : Leitner père (82 épisodes, 1958-1967)
- Friedl Czepa : Leitner mère (82 épisodes, 1958-1967)
- Alfred Böhm (de) : Walter Riegler, le gendre (19 épisodes, 1960-1964)
- Rudolf Strobl :  Karl Leitner (18 épisodes, 1960-1964)
- Senta Wengraf : Ilse Leitner, la fille (17 épisodes, 1960-1964)
- Renée Michaelis : Maria Riegler (16 épisodes, 1960-1964)
- Guido Wieland : l'oncle Riegler
- Heidelinde Weis (1 épisode, 1959) puis Gertraud Jesserer (15 épisodes, 1960-1964) : Gerda Leitner
- Dorothea Neff  : Tante Frieda Leitner (15 épisodes, 1960-1964)